# HD 28930
HD 28930，又名BD+09 600，SAO 111890、HR 1446，是一颗恒星，视星等为6.01，位于銀經186.77，銀緯-24.93，其B1900.0坐标为赤經4h 28m 20.6s，赤緯+9° -24.93′ 13″。